# Veit Jung

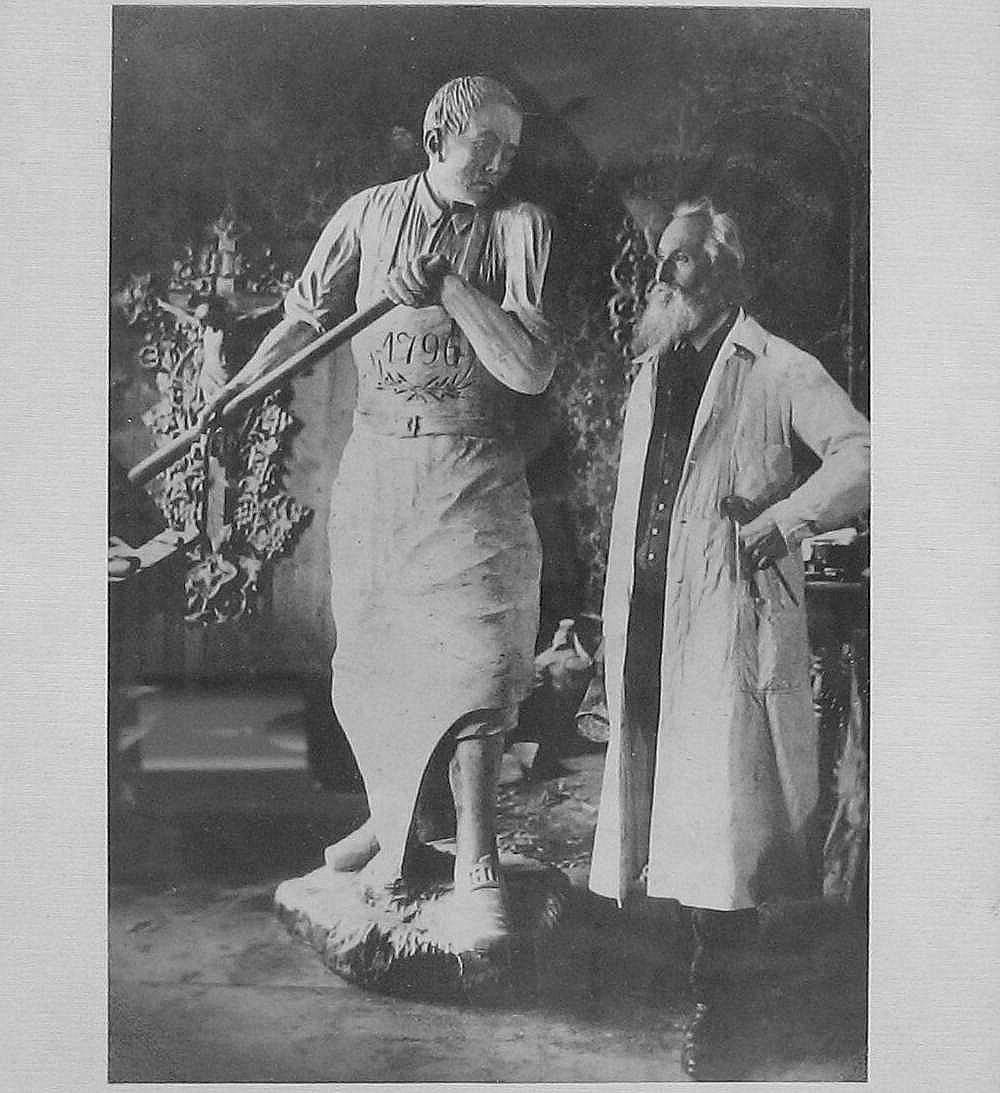
Veit-Jung-Statue aus dem Jahr 1916 mit Bildhauer

Veit Joseph Jung (* 1727 oder 1731; † 7. November 1805) war ein Neumarkter Schmiedemeister. Er soll der Legende zufolge während des 1. Koalitionskrieges 1796 die Stadt Neumarkt vor der Belagerung und Zerstörung bewahrt haben, indem er das Stadttor öffnete. Dadurch konnten die österreichischen Truppen unter General Friedrich August von Nauendorf in die Stadt eindringen und die französischen Truppen vertreiben.

## Leben und Kindheit
Veit Jung stammte wahrscheinlich aus Reistingen bei Dillingen an der Donau und heiratete am 20. Februar 1762 die Schmiedswitwe M. Elis. Seitz aus Neumarkt. Er starb am 7. November 1805 an einem Lungenleiden. Veit Jung war ein Schmiedemeister. Er hatte seine Schmiede in der oberen Marktstraße 2. Heute befindet sich an dieser Stelle ein Kaffeehaus. Über das Leben von Veit Joseph Jung ist wenig bekannt; Er hatte einen Sohn, Georg Jung († 1815).

## Die Rettung Neumarkts

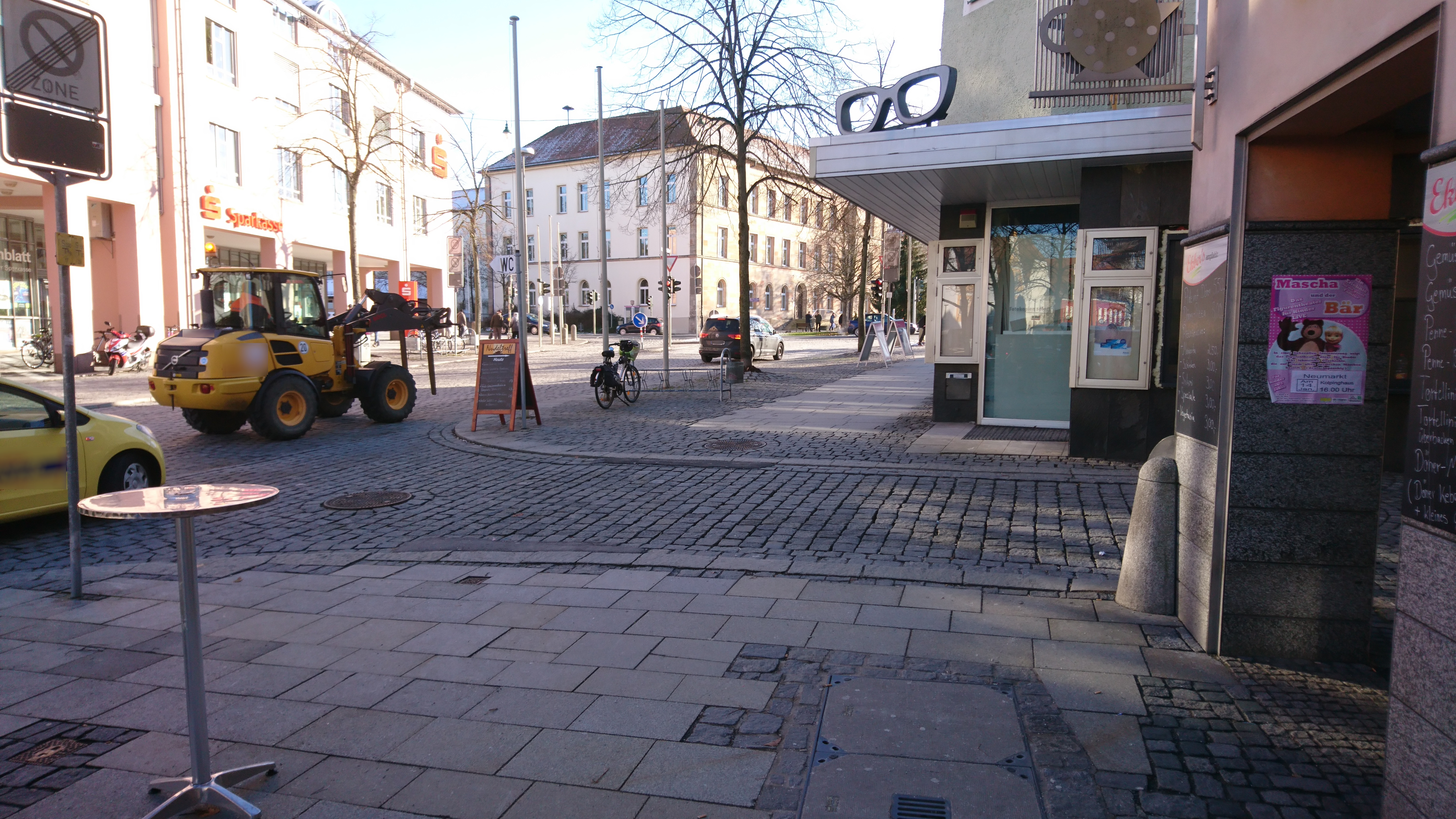
Blick auf die Kreuzung am ehemaligen Oberen Tor von der Perspektive des Wohnhauses von Veit Jung aus

Am 23. August 1796 verschanzten sich die französischen Truppen unter General Bernadotte in Neumarkt. Zuvor waren sie von Daßwang über Batzhausen und Deining (vgl. Schlacht bei Deining) nach Neumarkt zurückgedrängt worden. Die österreichischen Truppen unter General Friedrich August von Nauendorf drohten, die Stadt zu belagern und zu zerstören, wenn sie nicht die Tore öffnen würden. Veit Jung sei darauf, so die Legende, mit seinem Schmiedehammer in Richtung des oberen Stadttors gerannt und habe unter dem Kugelhagel der Franzosen das Schloss aufgeschlagen. Die Stadt sei daraufhin von den Österreichern eingenommen worden, die Franzosen geflohen.

## Wahrheit und Legende
Lange Zeit ging man davon aus, dass es sich hier um belegte Augenzeugenberichte handelte. Tatsächlich wurde jedoch die Tat in zeitgenössischen Quellen nicht erwähnt. Erst im Jahr 1852, 47 Jahre nach dem Tod Veit Jungs, wird die Heldentat erstmals im Gedicht „Der Torschmied von Neumarkt“ erwähnt. Lediglich der Jungfrau Maria wurde auf zeitgenössischen Votivbildern gedankt. Ob es sich tatsächlich um eine reale Begebenheit gehandelt hat, ist daher heute nicht mehr zweifelsfrei nachzuweisen.

## Ehrung und Populärkultur

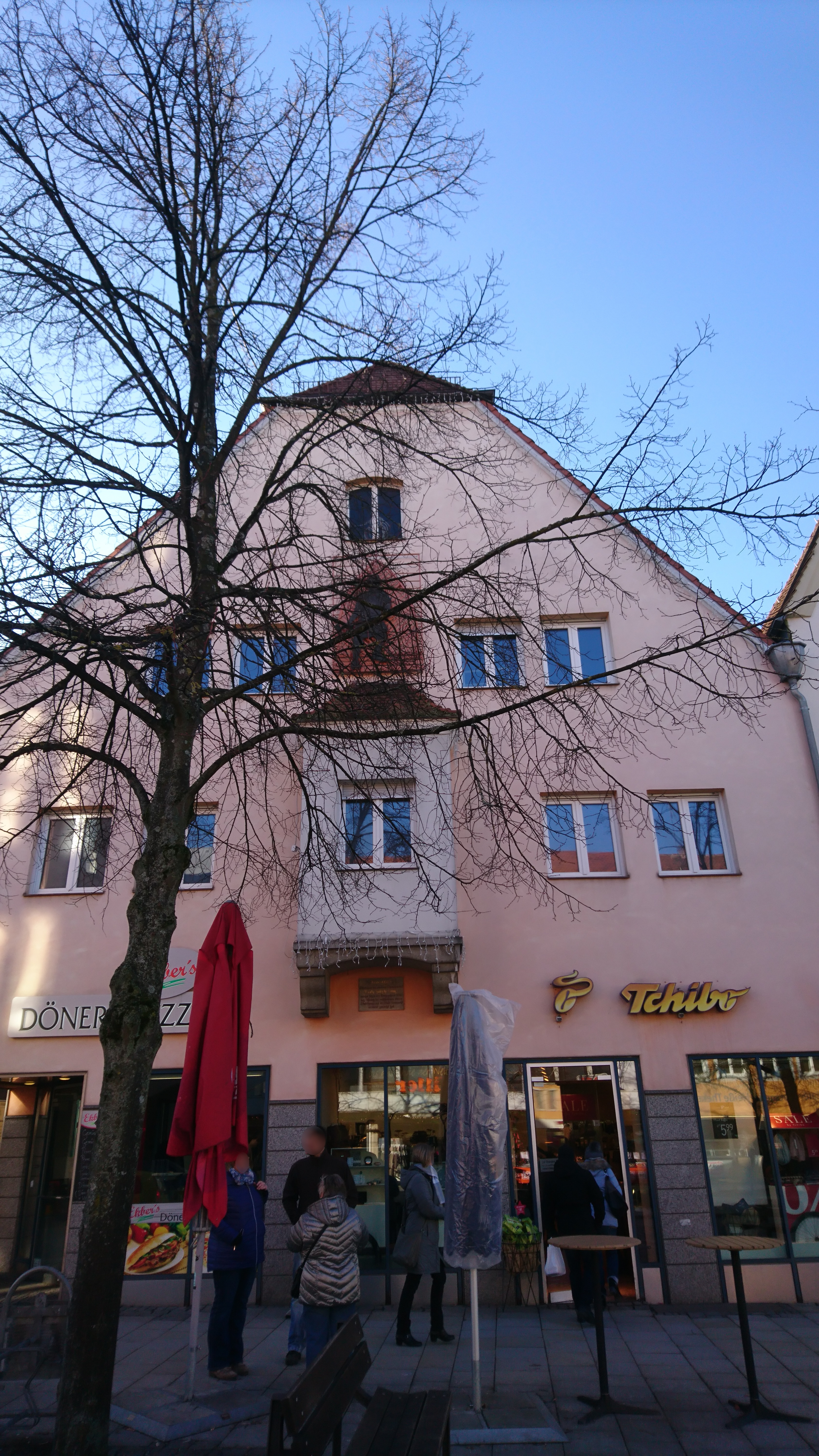
Ehemalige Schmiede und Sterbehaus von Veit Joseph Jung - Siehe auch Denkmal auf Hauswand sowie Gedenktafel - Heute (Stand: 29. Dezember 2017) befindet sich darin ein Kaffeehaus

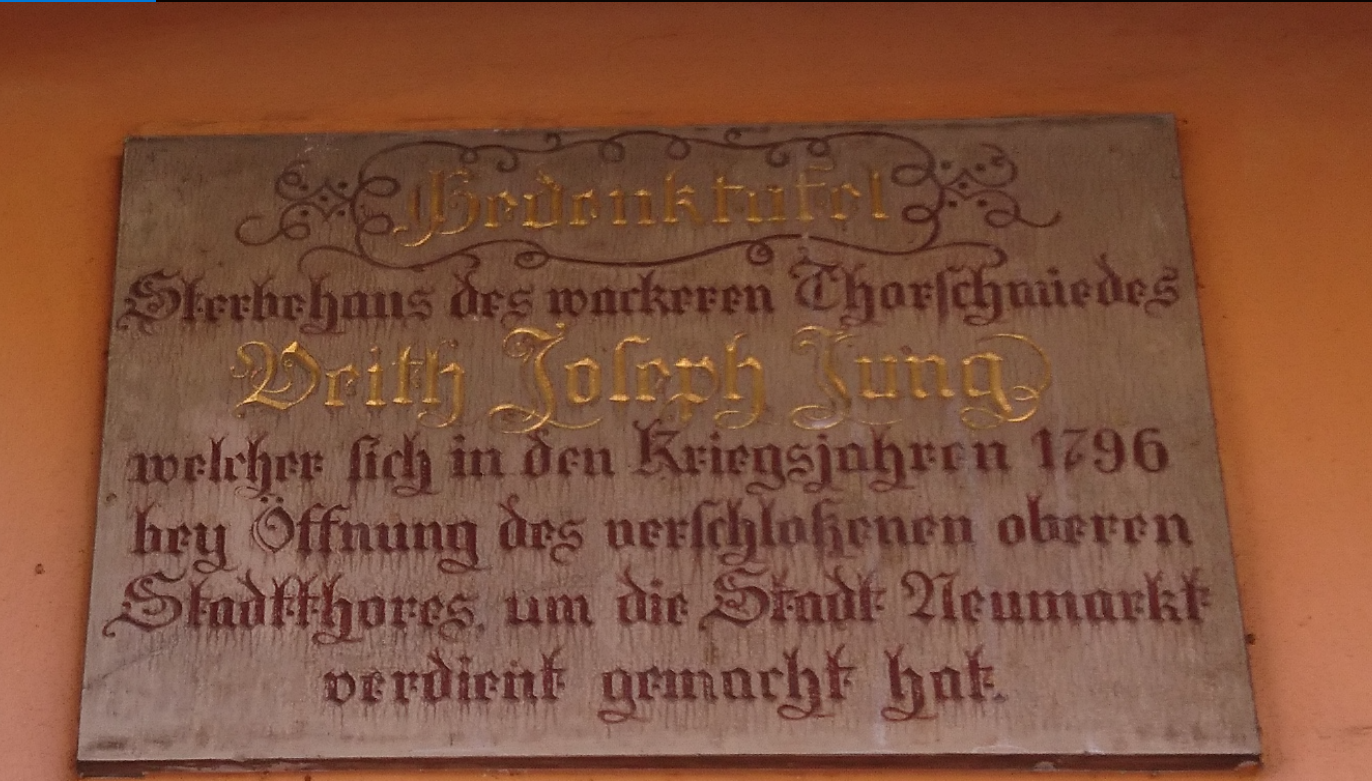
Gedenktafel am Sterbehaus von Veit Joseph Jung, Text: Sterbehaus des wackeren Thorschmiedes Veith Joseph Jung, welcher sich in den Kriegsjahren 1796 bey Öffnung des verschloßenen oberen Stadtthores um die Stadt Neumarkt verdient gemacht hat, angebracht 1868.

1868 wurde eine Gedenktafel am ehemaligen Wohnhaus von Veit Jung angebracht. Des Weiteren verfasste der Realschullehrer Max Knitl ein Theaterstück, „Der Thorschmied  von Neumarkt“, (sic) welches 1898 uraufgeführt wurde.
Während des Ersten Weltkriegs schuf der Bildhauer Johann Koller eine Figur, zu seinen Füßen ein Stadtwappen. Wer einen Nagel in das Wappen schlug, musste einen Obolus entrichten. 1912 fertigte der Maler Albert Reich eine Federzeichnung an, die in vielen Kalendern – auch auf dem Gloßner´schen Bieretikett – Verwendung fand. Während der Zeit des Nationalsozialismus spielte Veit Jung eine untergeordnete Rolle. Dennoch wurde erwähnt.
Die Zeitung „Bayrische Ostmark“ schrieb am 28. Oktober 1938:

„(…) Bald erscheinen die Oesterreicher, die damals ja zum Deutschen Reich gehörten, vor dem Oberen Tor und wollten den Franzosen wieder an den Kragen; sie drohten die Stadt zu beschießen, wenn ihnen das Obere Tor nicht geöffnet würde. Die Franzosen hatten nun bei einer Beschießung wenig zu verlieren und sie dachten nicht daran, das Tor, das ihnen Schutz gewährte, zu öffnen. So lag der Schrecken einer Beschießung über der Bürgerschaft, als sich der Schmied Veit Jung, der nahe am Tor seine Schmiede hatte, ein Herz nahm, seinen Schmiedehammer ergriff und damit die Sperre des Tores zerschlug, obwohl er sich dabei den Kugeln der Franzosen aussetzte. (…)“

An Veit Jung wird heute auf verschiedene Weisen erinnert:
So führt die Neumarkter Brauerei Glossner ein Bier namens „Torschmied Dunkel“ im Sortiment. Eine Veit-Jung-Straße existiert im Neumarkter Stadtteil Wolfstein. Es werden zeitweise Stadtführungen durchgeführt, im Rahmen derer über die Person Veit Jung berichtet wird. An dem ehemaligen Wohnhaus ist eine Veit-Jung-Skulptur (Schmied mit Hammer) angebracht.